# Fushë-Kuqja
Fushë-Kuqja (albanisch auch Fushë-Kuqe) ist ein Ort in Albanien, der in der Gemeinde Kurbin im Qark Lezha liegt.
Fushë-Kuqja und die umliegenden Dörfer Patok, Gorreja, Gurrëz und Adriatik bilden eine Njësia administrative innerhalb der Bashkia Kurbin mit einer Fläche von 62 Quadratkilometern. Bis 2015 war Fushë-Kuqja eine eigenständige Gemeinde. Die Njësia administrative hat 3916 Einwohner (Volkszählung 2023). Zwölf Jahre zuvor waren es noch 5460 Einwohner (Volkszählung 2011).

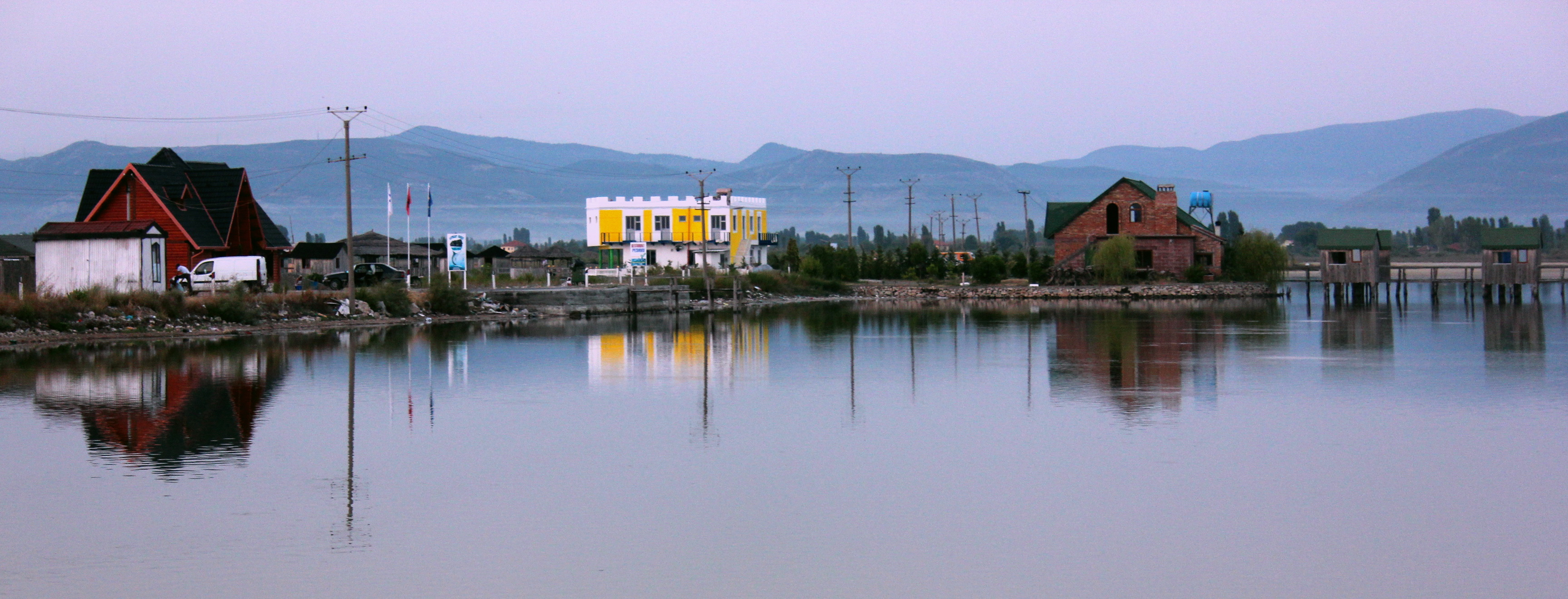
Lagune Patok und Restaurants

Fushë-Kuqja liegt in der flachen Küstenebene, etwas nördlich verläuft der Fluss Mat, und weiter im Westen liegt das Ufer der Adria. Zur Stadt Laç im Osten sind es rund acht Kilometer. Die Lagune Patok im Mündungsbereich des Mat ist ein Naturschutzgebiet, das westlich an den Ort angrenzt. Heute gibt es dort zahlreiche Restaurants, die teilweise auf Pfählen im Wasser stehen.
Der Ort ist durch die Autostrada A1 (SH 1), die wenig östlich verläuft, erschlossen.

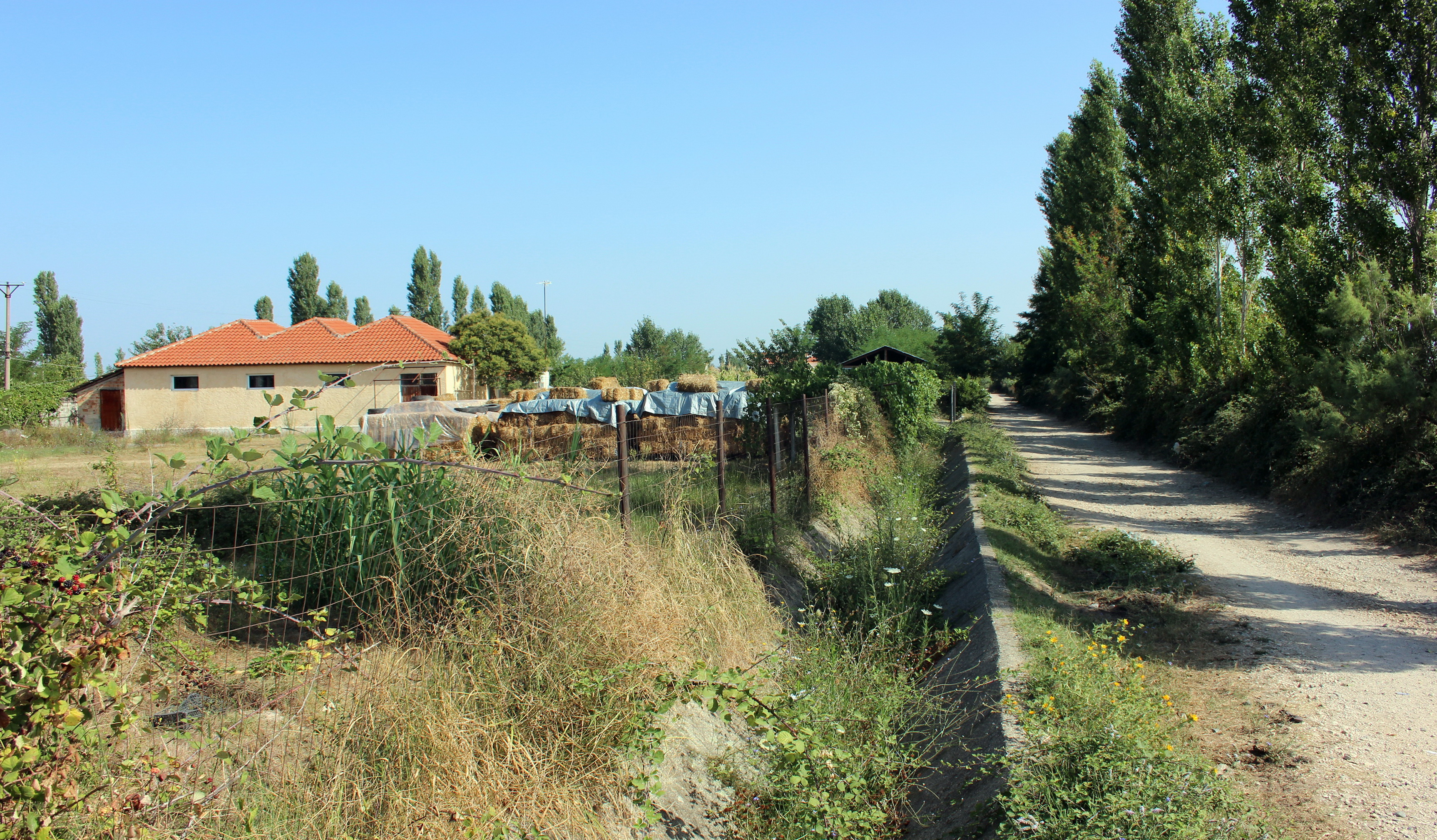
Ehemalige Brauerei

Fushë-Kuqja bedeutet Rotes Feld. Die Ebene war im 15. Jahrhundert Schauplatz einer großen Schlacht der Albaner unter Führung von Skanderbeg gegen die Türken. Laut Überlieferung war die Erde danach mit Blut getränkt, was zu diesen Namen führte.